# Taghaza
Taghaza (àrab: تاغزة, Tāḡaza) fou una sebkha salina sahariana, principal origen de la sal gemma a l'Àfrica occidental fins al segle xvi. És en territori de la moderna república de Mali, a la part nord-occidental del país.
Podria ser la Tatantal d'al-Bakrí que la situa a 20 dies de Sigilmasa i diu que els blocs de sal servien també per les construccions locals. Abu-Yahya al-Qazwiní, el primer que l'esmenta pel seu nom (si bé exactament per Taghara) diu que la sal la treien els esclaus de Masufa. Ibn Battuta diu que el viatge de Sigilmasa a Taghaza durava 25 dies i que la sal s'exportava a Walata a l'imperi de Mali. En algun moment desconegut va passar a control dels songhais i el 1539/1540 el sultà sadita Àhmad al-Àraj (1517-1544) i l'askia Ishak I la reclamaven tots dos com a seva; el 1556/1557 Mahàmmad (I) aix-Xaykh (1544-1557) hi va provar d'instal·lar un representant, però la mina fou abandona per una altra anomenada Taghaza al-Ghizlan. El 1578 Àhmad al-Mansur (1578–1603) va exigir als songhais el pagament de tribut per la mina però l'askia Dawud només li va fer un donatiu generós. El 1586 una força militar sadita la va ocupar. L'askia Ishak II va rebutjar un pagament per l'explotació el gener de 1590 i això fou l'excusa per la invasió marroquina de Songhay i la seva ocupació (1591). Les mines foren abandonades com explotació general però localment encara s'aprofitaven el 1828 quan hi va estar René Caillé. Les excavacions arqueològiques han revelat dues poblacions al nord-oest i sud-est de les salines i s'estima la seva població total entre 1.200 i 1.800 persones.